# Celesyria

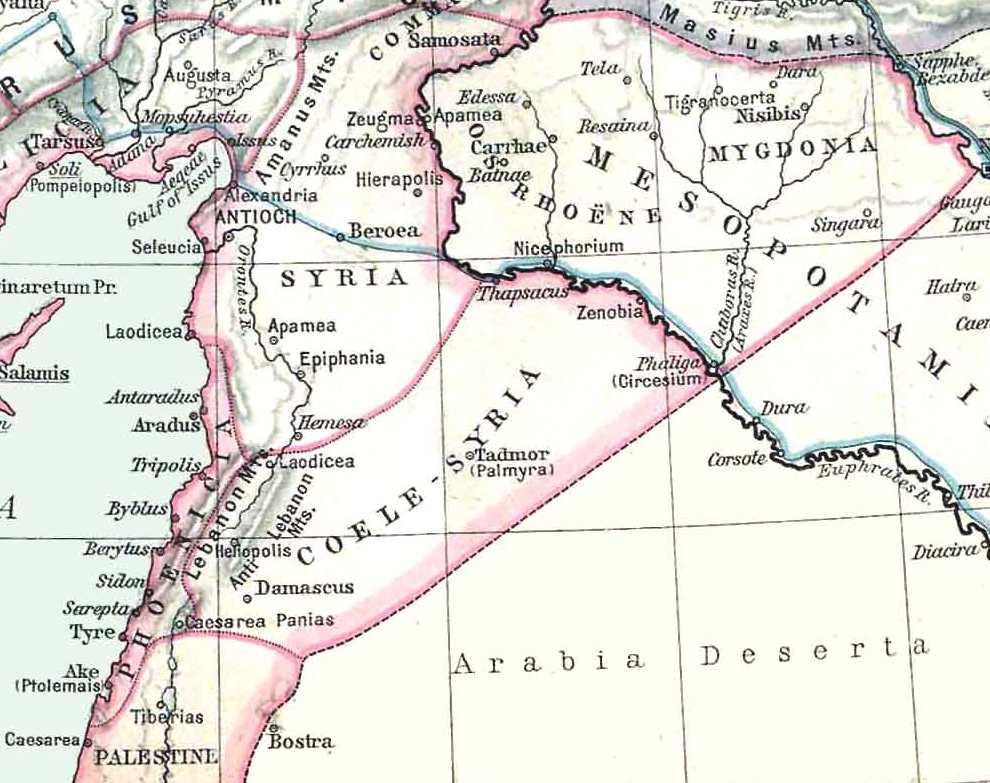
Coele Syria

Celesyria (łac. Coele Syria, stgr. Κοίλη Συρία), Syria Wklęsła lub Syria Niska – region i prowincja w czasach hellenistycznych i rzymskich.
W starożytności miano to nadawano różnym terytoriom na obszarze między Cylicją a Egiptem. Diodor Sycylijski w swym dziele Biblioteka historyczna (II 2,3) opisując na podstawie relacji Ktezjasza z Knidos podboje dokonane przez Ninusa (legendarnego założyciela Niniwy), wymienia wśród podbitych krain: Egipt, Fenicję, Celesyrię, Cylicję, Pamfilię, Licję, Karię, Frygię i Lidię. W tym wypadku nazwa ta najprawdopodobniej odnosi się do całej Syrii. W innym miejscu Diodor jednak podaje, że Celesyria otacza Fenicję (Biblioteka historyczna XVIII 6,3), co może odnosić się do doliny Bekaa – części Syrii, wklęsłej doliny pomiędzy łańcuchami gór Liban i Antyliban (obecnie w granicach Syrii i Libanu).
W czasach rywalizacji Seleukidów i Ptolemeuszy nazwa ta stopniowo objęła prawie całą południową Syrię (terytoria pomiędzy górami Liban a Eufratem) z Heliopolis (obecnie Baalbek), Palmyrą, Emesą i Damaszkiem – włącznie z Judeą.
Za czasów cesarza Hadriana w II wieku stolicą eparchii Celesyrii był Damaszek w południowej Syrii.
Pod koniec II wieku Septymiusz Sewer podzielił Syrię na dwie prowincje i nazwą Celesyria określano całą Syrię północną (włącznie z Kommageną) ze stolicą w Laodycei Nadmorskiej – w odróżnieniu od Syria Phoenice (obejmującej Fenicję i dawną Celesyrię).